# 新普科技
新普科技為一家台灣電子公司，主業為電池製造業與電腦用電池組裝配。

## 發展
曾經創下2003-2009連續七年每年賺進一個資本額的獲利能力。
2012年 Apple iPad 3 即將上市，電池訂單部分，由新普(6121)、順達(3211)2家台廠通吃。2012年底蘋果iPad mini大缺貨，新普都被追單趕交貨。
鴻海透過旗下的鴻揚創投、寶鑫投資分別買進新普股票，持股8.62%，這項投資主要是建構平台新增夥伴，未來仍會持續在關鍵零組件上佈局，未來雙方可望有更多的合作空間。 （新普除了外資之外，國內大股東還包括聯電及廣達）